# الکسی کازمیشف
الکسی کازمیشف (به انگلیسی: Alexey Kuzmichev) (زاده ۱۵ اکتبر ۱۹۶۲) کارآفرین، سرمایه‌دار، سرمایه‌گذار، بازرگان و مدیر ارشد اجرایی روس است، که یکی از اعضای اصلی هیئت مدیره گروه آلفا می‌باشد. وی دارای سهام قابل‌توجهی در آلفا-بانک، شرکت‌های مخابراتی ترکسل، مگافون و ویمپل‌کام، همچنین شرکت نفتی تی‌ان‌کی-بی‌پی است. کازمیشف در سال ۲۰۱۵ با دارایی خالص ۷٫۳ میلیارد دلار از سوی مجله فوربز، در رتبه ۱۶ از ثروتمندترین افراد روسیه و ۱۸۴ از فهرست ثروتمندترین افراد جهان قرار گرفت.